# Leabotnen
Der Leabotnen ist ein Bergkessel der Heimefrontfjella im ostantarktischen Königin-Maud-Land. Er liegt zwischen dem Holstnuten und der Rognnesegga in den Kottasbergen.
Wissenschaftler des Norwegischen Polarinstituts benannten ihn 1969 nach Rolv Lea (1891–1941), einem Anführer der Widerstandsbewegung in Oslo gegen die deutsche Besatzung Norwegens im Zweiten Weltkrieg, der von den Besatzern hingerichtet worden ist.